# Susan Francia
Susan Francia (en húngaro: Zsuzsanna Francia; nacida el 8 de noviembre de 1982 en Szeged, Hungría) es una remera que ganó con el equipo estadounidense dos veces la medalla de oro olímpica.
Susan es hija de Katalin Karikó, una bioquímica húngara que elaboró la tecnología que se utilizó dentro de la vacuna para la COVID-19 de  Pfizer y BioNTech en 2020 y recibió el Premio Nobel 2023 por su aporte científico.
Francia creció en Abington, Pensilvania, y estudió en la Preparatoria Abington Senior High School, y en 2004 se graduó de la Universidad de Pensilvania, con una licenciatura en criminología y sociología. Actualmente reside en Princeton, Nueva Jersey y es afiliada con el Centro de Entrenamiento de Remo de los Estados Unidos.

## Carrera de remo
Susan empezó a remar cuando cursaba el segundo año en la Universidad de Pensilvania en 2001. En 2004 Francia fue una Entrenadora en Asociación de los Entrenadores de Remo de la División I All-American en la Universidad de Pensilavania. Desde que se graduó ingresó al Equipo Nacional de Natación de los Estados Unidos y ganó una medalla de oro en ocho con timonel en los Juegos Olímpicos de Pekín 2008 y Londres 2012.
Susan ha sido parte integral de la selección nacional femenina de remo de los Estados Unidos. Susan también ayudó a sus compañeras de equipo para alcanzar un éxito notable en ganar varias medallas y quedar posicionadas en un mejor ranking. Además de su éxito en los campeonatos mundiales y copas mundiales, Susan ganó en 2006 la Real regata Henley en el Campeonato Mundial de Remo.